# Carlos A. Borzani
Carlos A. Borzani fue Interventor Federal a cargo del gobierno de la Provincia de Mendoza, República Argentina a partir de noviembre de 1928 y hasta septiembre de 1930. Entre quienes colaboraron con su gestión estuvo Ricardo Balbín.
| Predecesor: Alejandro Orfila | Interventor Federal de la Provincia de Mendoza (Gobernador de facto) 1928 - 1930 | Sucesor: Ergasto Saforcada (Interino de facto) |

- Datos: Q6403737